# غدة نكافية
الغُدَّة النَّكَفِيَّة أو النَّكَفَة (بالإنجليزية: Parotid gland) هي أكبر الغدد اللعابية. تتوضع في الوجه إلى الأسفل والأمام من الأذن بحيث تغطي فرع الفك السفلي. تفرز الغدة النكفية اللعاب في جوف الفم من أجل تسهيل عمليتي المضغ والبلع.